# Schloss Loborgrad

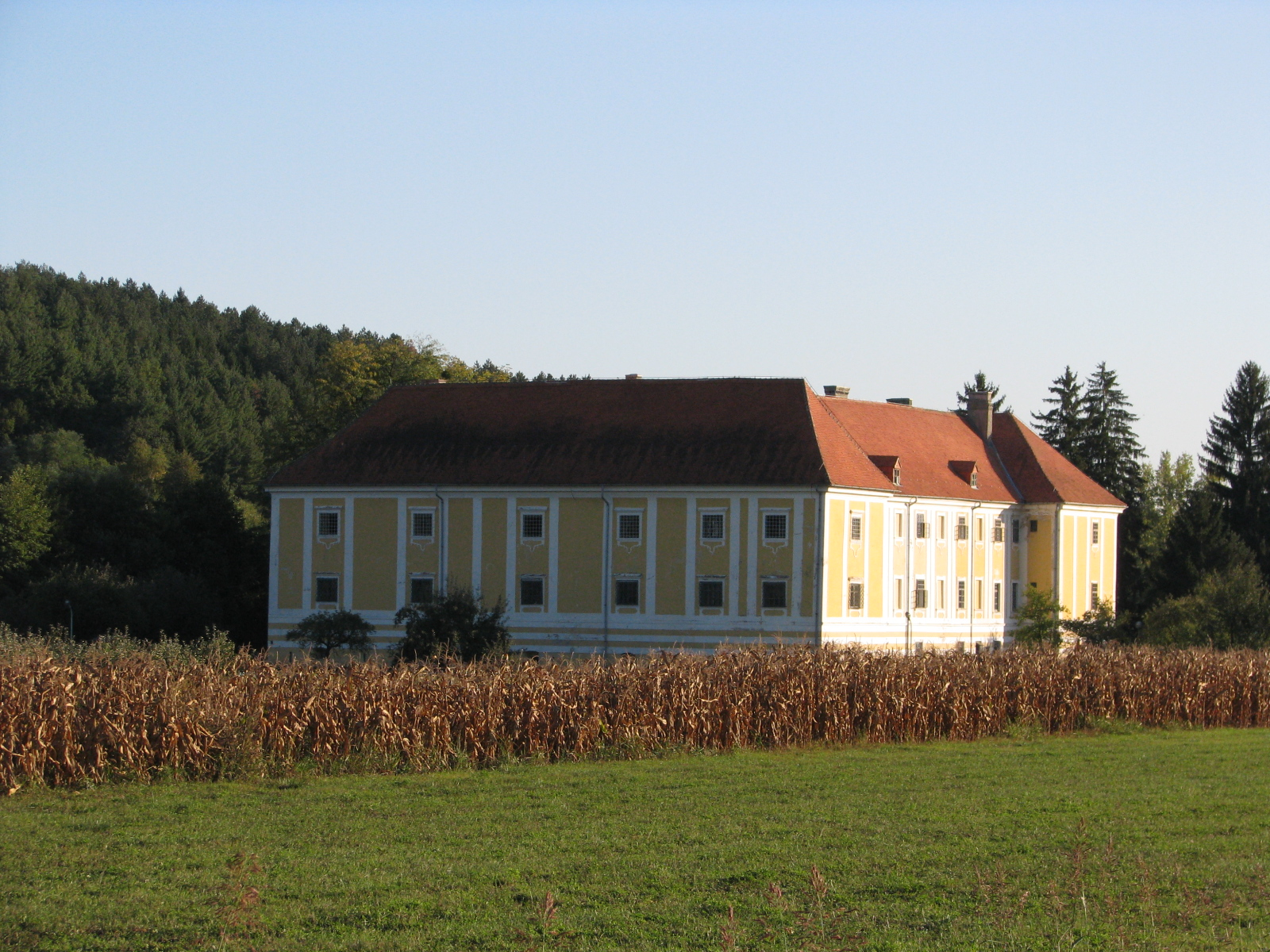
Schloss Loborgrad, 2011

Das Schloss Loborgrad oder Schloss Lobor-Grad liegt in der kroatischen Ortschaft und gleichnamigen Gemeinde Lobor in der Gespanschaft Krapina-Zagorje bzw. Hrvatsko Zagorje nördlich der Hauptstadt Zagreb. Der Bau des Schlosses der Familie Keglevich begann im 17. Jahrhundert. Die Fassade und die westliche Seite des Schlosses wurden im 18. Jahrhundert fertiggestellt. Im östlichen Teil befindet sich seit dem 19. Jahrhundert die Kapelle Hl. Dreifaltigkeit (Kapela Sv. Trojstva).
Während des Zweiten Weltkriegs wurde das Schloss im damaligen faschistischen Unabhängigen Staat Kroatien (NDH) von den kroatischen Ustascha als KZ Loborgrad umfunktioniert, dessen Gefangene hauptsächlich Serbinnen und Jüdinnen, darunter auch Schwangere, sowie deren Kinder und Babys waren.
Im Lager übernahmen kroatische Volksdeutsche die Leitung und Aufsicht. KZ-Kommandant war Karl Heger, Stellvertreter dessen Bruder Valdemar oder Willibald (eigentlich Vlado) Heger. Bis heute erinnert nichts daran, dass im Schloss einst ein Frauen- und Kinderlager bestand. Auch auf der Website des Schlosses wird kein Bezug auf das KZ und die dort verübten Verbrechen genommen.

„Im Ersten Weltkrieg wurde im Schloss ein Krankenhaus, das von 1920 bis 1923 in Betrieb war. Danach war das Schloss unbewohnt, bis es 1937 von der Gesellschaft zur Unterdrückung des Bettelns und der Unterstützung von Kranken gekauft wurde und darin ein Arbeitshaus eröffnete. .... Während des Zweiten Weltkriegs behielt die Institution ihre Funktion. Am 20. März 1954 wurde auf Beschluss des Volkskomitees des Bezirks Zlatar eine Einrichtung als "Heim für die Pflege älterer und kranker Menschen" gegründet. ...“

Auf der Website der Gemeinde Lobor wird es nicht erwähnt. Heute befindet sich im Schloss eine staatliche psychiatrische Anstalt, die Psychiatrische Anstalt Loborgrad.